# Marinus Bester
Marinus Bester (Amburgo, 16 gennaio 1969) è un allenatore di calcio ed ex calciatore tedesco, di ruolo attaccante.

## Carriera

### Calciatore
Durante la sua militanza con il Werder Brema vinse due campionati di Germania e una Coppa delle Coppe.

## Palmarès

### Calciatore

#### Competizioni nazionali
- Bundesliga: 2

Werder Brema: 1990-1991, 1993-1994

#### Competizioni internazionali
- Coppa delle Coppe: 1

Werder Brema: 1991-1992